# Parasterope hulingsi
Parasterope hulingsi is een mosselkreeftjessoort uit de familie van de Cylindroleberididae. De wetenschappelijke naam van de soort is voor het eerst geldig gepubliceerd in 1978 door Baker.